# Trauaxa
Trauaxa là một chi bướm đêm thuộc họ Erebidae.